# Nimptschové
Nimptschové (německy Herren von Nimptsch) jsou šlechtická rodina povýšená roku 1697 do stavu hraběcího. Šlechtická rodina Nimptsch se po anexi Slezska nesmířila s pruským panstvím ve Slezsku a po nastolení provincie Pruské Slezsko opustila jeho území a zakoupila statky na Moravě, kde poté v 19. století vymřela. V letech 1775-1914 vlastnila ve Vídni palác (Palais Nimptsch).

## Dějiny
Rod pocházel z hradu a pozdějšího města Nimptsch (pol. Niemcza; něm. Nimptsch) v někdejším knížectví Březském ve Slezsku. Rod, který byl rozvětvený na několik linií, držel statky v Dolním Slezsku.
Někteří členové tohoto rodu pak získali majetek i v Čechách a na Moravě. Hrabě František Julius von Nimptsch držel v 18. století po nějaký čas statek Jankov u Sedlčan, jeho synovec Jan Jindřich koupil roku 1783 panství Nové Syrovice na Moravě. V roce 1785 poblíž Nových Syrovic na místě opuštěného dvora založil vesnici Nimpšov (původně po něm nazvanou Nimptschdorf, čeští obyvatelé si však název počeštili). Jeho vnuk, hrabě Karel, koupil k tomu roku 1837 statek Kojatice na Znojemsku a svatbou s Terezii, hraběnkou Marcolini, získal Kyšperské panství.

## Erb
Stříbrno-červeně dělený štít. Nahoře vyrůsta černý jednorožec se zlatými kopyty a červeno-stříbrným rohem. Dole doprava obrácený stříbrný rybí ocas.